# Nie Haisheng
Nie Haisheng (Hubei, setembro de 1964) é um piloto militar e astronauta chinês, veterano de três missões espaciais do programa Shenzhou.

## Carreira
Piloto de caça de combate, o tenente-coronel Nie tornou-se comandante de grupo de combate, comandante de esquadrão e navegador-mestre durante seu treinamento na Força Aérea do Exército de Libertação Popular.
Antes de sua carreira no programa espacial chinês, Nie quase perdeu a vida durante acidente aéreo em 1989, quando o motor de seu caça explodiu a quatro mil metros de altura durante missão de treinamento, entrando em parafuso com um incêndio dentro da cabine. Tentando recuperar o controle e salvar o avião, ele esperou até estar quase a 400 m do chão antes de ejetar da cabine incendiada, sendo condecorado com a medalha do mérito pela Força Aérea por seu sangue frio e auto-controle durante a situação de emergência.
Selecionado para a primeira equipe de astronautas chineses em 1998, Nie foi lançado em órbita na missão Shenzhou 6, junto com o comandante Fei Junlong, em 12 de outubro de 2005, para uma viagem de cinco dias em órbita da Terra, na segunda missão espacial tripulada da China. Voltou ao espaço em 11 de junho de 2013, no comando da nave Shenzhou 10, para quinze dias de estadia e experiências científicas no laboratório orbital chinês Tiangong 1. Retornou à Terra em 26 de junho após duas semanas em órbita.
Em junho de 2021 foi ao espaço pela terceira vez a bordo da Shenzhou 12, junto dos taikonautas Liu Boming e Tang Hongbo. A nave se acoplou ao módulo Tianhe, o primeiro componente da estação espacial Tiangong. Lá os tripulantes realizaram experimentos diversos, além de prepararem o módulo para as futuras expansões da estação. O trio retornou à Terra três meses depois, no dia 17 de setembro de 2021, sendo esta até então a mais longa missão espacial tripulada chinesa.
O asteróide 9517 Niehaisheng foi batizado em sua homenagem.